# Brumado (kommun)
Brumado är en kommun i Brasilien.   Den ligger i delstaten Bahia, i den östra delen av landet, 700 km öster om huvudstaden Brasília. Antalet invånare är 64 550.
Följande samhällen finns i Brumado:
- Brumado

Omgivningarna runt Brumado är huvudsakligen savann. Runt Brumado är det ganska glesbefolkat, med 30 invånare per kvadratkilometer.